# Willy Semler
Willy Semler (nacido Guillermo Segundo Semler Aguirre, Santiago, 16 de enero de 1959) es un actor y director de teatro chileno. Es conocido por haber interpretado a Esperanza en la popular obra de teatro La negra Ester. En cine, ha tenido papeles en películas como Johnny cien pesos y El desquite, mientras que en televisión ha estado en teleseries como Mi nombre es Lara y Fuera de control.
Trabajó como locutor en Radio La Clave en el programa "Enradiados" (2016-2017).

## Biografía
Nació el 16 de enero de 1959 en Santiago. Hijo menor y único varón, en una familia compuesta por dos hermanas mayores con más de diez años de diferencia con él. 
Cursó sus estudios secundarios en el Instituto de Humanidades Luis Campino. Ingresó a la carrera de geografía y, posteriormente artes escénicas en el Departamento de Teatro de la  Universidad de Chile, donde obtuvo la Licenciatura en Artes con mención en Actuación Teatral.

## Vida personal
Contrajo matrimonio con la actriz María Izquierdo en 1985. Ambos fueron padres de dos hijos: Julián Semler Izquierdo (n. 1989) y Martín Semler Izquierdo (n. 1991). La pareja residió en Peñalolén y se divorció en 2003. Posteriormente, se emparejó con Carol Raddatz; diseñadora, con quien tuvo a Josefa Semler Raddatz (n. 2007).

## Filmografía
| Año  | Película                                 | Papel               | Director              |
| ---- | ---------------------------------------- | ------------------- | --------------------- |
| 1993 | Entrega total                            |                     | Leo Kocking           |
| 19   | is                                       | Freddy              | Gustavo Graef Marino  |
| 1996 | Mi último hombre                         | Pedro               | Tatiana Gaviola       |
| 1999 | El desquite                              | Pablo Casas-Cordero | Andrés Wood           |
| 2002 | Sangre eterna                            | Padre M             | Jorge Olguín          |
| 2006 | Fuga                                     | Padre de Eliseo     | Pablo Larraín         |
| 2008 | ChilePuede                               | Patricio            | Ricardo Larraín       |
| 2008 | Papá o 36 mil juicios de un mismo suceso | Miguel              | Leonardo Medel        |
| 2011 | Dios me libre                            | Alexander Puga      | Martín Duplaquet      |
| 2013 | El derechazo                             | Andrés Sandwitch    | Lalo Prieto           |
| 2017 | Crisis                                   | Roberto del Río     | Martin Pizarro        |
| 2018 | American huaso                           | Dyango Palma        | Diego García-Huidobro |
| 2019 | Pacto de fuga                            | Jorquera            | David Albala          |
| 2020 | La Verónica                              | Fiscal              | Leonardo Medel        |
| 2022 | Cazadora                                 | Salvador            | Martín Duplaquet      |
| 2023 | Mi suegra me odia                        | Alonso              | Andrés Feddersen      |
| 2023 | La anunciada muerte de Willy Semler      | Willy Semler        | Benjamín Rojo         |
| 2024 | El fantasma                              | José Hidalgo        | Martín Duplaquet      |

## Televisión
| Año  | Título               | Papel                                    | Canal       |
| ---- | -------------------- | ---------------------------------------- | ----------- |
| 1981 | Villa Los Aromos     | Avelino Mellado                          | TVN         |
| 1985 | La dama del balcón   | Wolfgang Veidt / Wolfgang Von Harensburg | TVN         |
| 1986 | La villa             | Valentín Fuentes                         | TVN         |
| 1987 | Mi nombre es Lara    | Álvaro Medina                            | TVN         |
| 1993 | Ámame                | Rodrigo Silva                            | TVN         |
| 1994 | Top secret           | Vicente Palacios                         | Canal 13    |
| 1995 | Amor a domicilio     | Jerry Lewis / Polo Gumucio               | Canal 13    |
| 1996 | Adrenalina           | Alfredo Villagra                         | Canal 13    |
| 1997 | Playa salvaje        | Renato Santa María                       | Canal 13    |
| 1998 | Marparaíso           | Gonzalo Moreno                           | Canal 13    |
| 1999 | Fuera de control     | Rafael Cervantes                         | Canal 13    |
| 2000 | Sabor a ti           | Maximiliano Sarmiento                    | Canal 13    |
| 2001 | Piel canela          | Sergio Novoa                             | Canal 13    |
| 2003 | 16                   | Manuel Arias                             | TVN         |
| 2004 | Tentación            | Bruno Alcázar                            | Canal 13    |
| 2004 | Ídolos               | Mario Leighton                           | TVN         |
| 2005 | 17                   | Manuel Arias                             | TVN         |
| 2005 | Los treinta          | Javier Alcalde                           | TVN         |
| 2006 | Entre medias         | Raimundo Montes                          | TVN         |
| 2007 | Vivir con 10         | Exequiel Amenábar                        | Chilevisión |
| 2008 | Mala conducta        | Pelayo Bobadilla                         | Chilevisión |
| 2009 | Sin anestesia        | Emiliano Montalbán                       | Chilevisión |
| 2010 | Manuel Rodríguez     | Mateo Segura y Ruiz                      | Chilevisión |
| 2011 | Infiltradas          | Aldo Zubizarreta                         | Chilevisión |
| 2012 | La sexóloga          | Custodio Curilén                         | Chilevisión |
| 2012 | Maldita              | Alfonso Ferrer                           | Mega        |
| 2013 | Socias               | Rubén Schuster                           | TVN         |
| 2018 | Pacto de sangre      | Manuel Tapia                             | Canal 13    |
| 2023 | Dime con quién andas | Arturo Ayala                             | Chilevisión |

| Año       | Título                         | Papel                   | Canal       |
| --------- | ------------------------------ | ----------------------- | ----------- |
| 1996      | Vecinos puertas adentro        | Rolando                 | Canal 13    |
| 2002      | Más que amigos                 | Fernando Arteaga        | Canal 13    |
| 2004      | Geografía del deseo            | Martín                  | TVN         |
| 2005      | La vida es una lotería         | René                    | TVN         |
| 2005-2006 | Tiempo final: en tiempo real   | Mariano / Manuel        | TVN         |
| 2007-2009 | Infieles                       | Varios personajes       | Chilevisión |
| 2008-2012 | Teatro en Chilevisión          | Varios personajes       | Chilevisión |
| 2010      | Cartas de mujer                | Coronel Raúl González   | Chilevisión |
| 2012      | Amar y morir en Chile          | Perfecto Oviedo         | Chilevisión |
| 2013      | Maldito corazón                | Alberto                 | Chilevisión |
| 2015      | Los años dorados               | Oficial Garrido         | TV+         |
| 2015      | Juana Brava                    | Bernardo Maureira       | TVN         |
| 2016      | Bala loca                      | General Jorge Arismendi | Chilevisión |
| 2017      | 12 días: La muerte de Pinochet | Manuel                  | Chilevisión |
| 2017      | 62: Historia de un mundial     | Raúl Colombo            | TVN         |
| 2019      | Tira                           | Armando                 | La Red      |
| 2022      | La Jauría 2                    | Camilo Radic            | Prime Video |
| 2022      | 42 días en la oscuridad        | Cristián Lira           | Netflix     |
| 2022      | El Refugio                     | Pastor Aguilar          | Starz Play  |
| 2022      | Los Espookys                   |                         | HBO         |

## Teatro
- Sabor a miel, dirigida por él mismo
- La negra Ester, dirigida por Andrés Pérez
- Art
- The Pillowman
- Digo siempre adiós y me quedo
- Los invasores
- Romeo y Julieta
- 2015: Un poco de suerte, dirigida por él mismo
- 2015: Tres tristes tigres, de Alejandro Sieveking, dirigida por él mismo
- 2015: El crédito
- 2023: Lluvia constante, dirigida por Jesús Urqueta